# Yvette Veyret
Pour les articles homonymes, voir Veyret.
Yvette Veyret-Mekdjian est une géographe française, née le 2 novembre 1943. Elle est professeur émérite à l'université Paris-Nanterre et membre du comité de rédaction des Annales de géographie.
Ses thèmes de recherche principaux ont évolué au cours de sa carrière, de la géographie physique vers les risques naturels puis vers le développement durable.

## Biographie

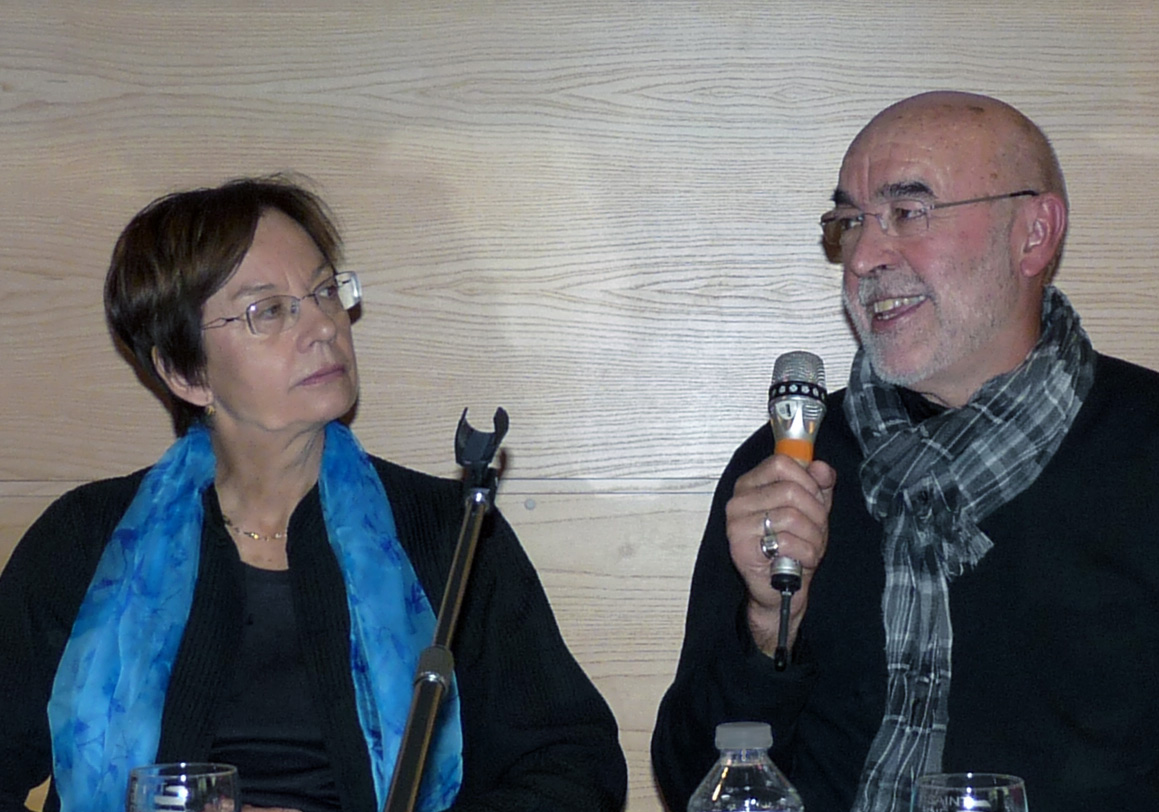
Yvette Veyret et Paul Arnould au FIG 2012.

Agrégée de géographie en 1968, Yvette Veyret soutient en 1978 une thèse de doctorat sur les paléoenvironnements, intitulée  Les modelés et formations d'origine glaciaire dans le Massif Central français : problèmes de distribution et de limites dans un milieu de moyenne montagne, à l’université Panthéon-Sorbonne,. Au cours de sa carrière, elle a été maître de conférence à l'université Blaise-Pascal de Clermont-Ferrand, professeur des universités à l'université Paris-Diderot, membre de l’AERES de 2008 à 2010, et représentante de la géographie au Conseil national des programmes sous le ministère de Luc Ferry.
Elle a également enseigné à l'École nationale des ponts et chaussées, et participe encore à la formation continue des professeurs d'histoire-géographie.

## Publications récentes
- Paul Arnould et Yvette Veyret, Atlas du développement durable. Société, économie, environnement : un monde en transition, autrement, 2019, 96 p. (ISBN 9782746750807)
- Yvette Veyret et Annette Ciattoni, Géo-environnement, Armand Colin, 2011, 3e éd., 256 p. (ISBN 2200272278)
- Yvette Veyret, Le développement durable, Editions Sedes, 2007, 432 p. (ISBN 230100001X)
- Yvette Veyret et Séverin Husson (ill. Charles Dutertre), Notre planète, la Terre, Bayard Jeunesse, 2007, 173 p. (ISBN 978-2-7470-2255-2)
- Yvette Veyret, Géographie des risques naturels en France. De l'aléa à la gestion, Hatier, coll. « initial », 2004, 252 p. (ISBN 978-2-218-74994-0)